# Bedřich Hrozný

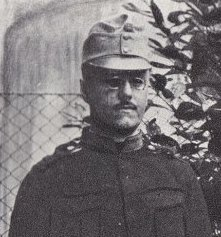
Bedřich Hrozný in 1915

Bedřich Hrozný (uitspraakⓘ (6 mei 1879 – 12 december 1952) was een Tsjechische oriëntalist en taalkundige. Hij ontcijferde het Hettitisch en identificeerde het als een Indo-Europese taal. Hrozný staat aan de wieg van de Hittitologie.

## Geboorte en opleiding
Hrozný werd geboren in 1879 in Lysá nad Labem in Bohemen, destijds een onderdeel van Oostenrijk-Hongarije. In het stadje Kolín studeerde hij Hebreeuws en Arabisch, aan de Universiteit van Wenen studeerde hij Akkadisch, Aramees, Ethiopisch, Sumerisch en Sanskriet. Ook leerde hij daar het spijkerschrift, dat gebruikt werd in Klein-Azië, Mesopotamië en het Perzische Rijk. Bovendien studeerde hij oriëntalistiek aan de Humboldt Universiteit Berlijn.

## Ontcijfering van het Hettitisch
In 1906 vond een Duitse expeditie de archieven van de Hettitische koningen in spijkerschrift bij Hattusa. Deze Hettitische stad ligt dicht bij het moderne Boğazköy, ongeveer 200 km ten oosten van Ankara. De geschriften waren echter opgesteld in een destijds onbekende taal. In 1917 publiceerde Hrozný een beschrijving van de taal en haar grammatica waarmee hij liet zien dat het een Indo-Europese taal was. In 1925 ontdekte Hrozný 1000 spijkerschrifttabletten met contracten en brieven van Assyrische kooplieden. Later probeerde hij ook een Hettitisch logografisch schrift en schriften uit het antieke India en uit Kreta te ontcijferen, maar deze pogingen mislukten. In 1944 eindigde Hroznýs carrière door een hartaanval.